# Meigenia opaca
Meigenia opaca là một loài ruồi trong họ Tachinidae.